# 里德峰
65°6′S 63°29′W / 65.100°S 63.483°W

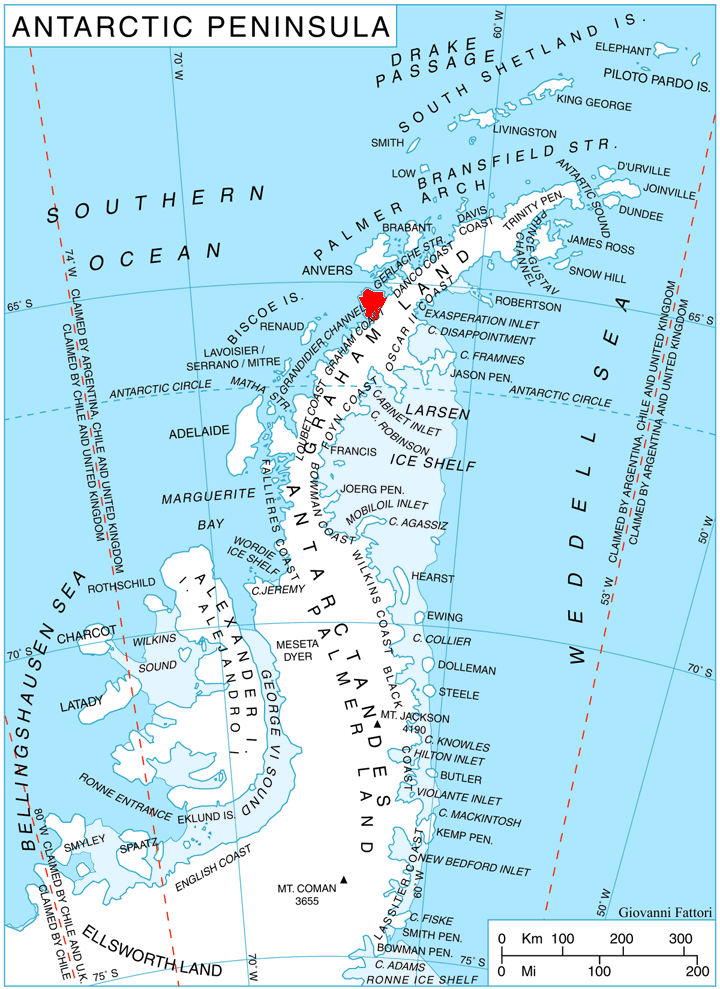

里德峰（英語：Reade Peak），是南極洲的山峰，位於葛拉漢地西岸的丹科海岸，處於索尼亞角以南1英里的基輔半島東北岸，海拔高度1,060米，現時由南極條約體系管理。